# Serie A2 2010-2011 - Girone C (pallamano maschile)

## Formula
- Le 6 squadre partecipanti hanno disputato un girone all'italiana di doppia andata e doppio ritorno; al termine la prima classificata è stata promossa in serie A1 nella stagione successiva mentre la squadra classificata all'ultimo posto è stata retrocessa in serie B nella stagione successiva.

## Squadre partecipanti
- Carpi
- Libertas La Torre Firenze
- Marconi Jumpers

- Castenaso
- Farmigea
- Modena

### Risultati prima fase
| andata | 1ª giornata               | ritorno |
| ------ | ------------------------- | ------- |
| 19-28  | Modena - Carpi            | 24-35   |
| 19-31  | Marconi Jumpers - Apuania | 26-28   |
| 27-28  | Firenze - Castenaso       | 29-31   |

| andata | 4ª giornata             | ritorno |
| ------ | ----------------------- | ------- |
| 22-25  | Castenaso - Apuania     | 27-28   |
| 19-33  | Marconi Jumpers - Carpi | 17-36   |
| 33-35  | Firenze - Modena        | 25-36   |

| andata | 2ª giornata                 | ritorno |
| ------ | --------------------------- | ------- |
| 28-29  | Castenaso - Marconi Jumpers | 25-22   |
| 37-24  | Carpi - Firenze             | 39-21   |
| 30-24  | Apuania - Modena            | 35-26   |

| andata | 5ª giornata              | ritorno |
| ------ | ------------------------ | ------- |
| 31-20  | Modena - Marconi Jumpers | 28-27   |
| 34-24  | Carpi - Castenaso        | 26-20   |
| 27-24  | Apuania - Firenze        | 38-23   |

| andata | 3ª giornata               | ritorno |
| ------ | ------------------------- | ------- |
| 25-20  | Carpi - Apuania           | 30-28   |
| 29-23  | Firenze - Marconi Jumpers | 35-34   |
| 30-31  | Modena - Castenaso        | 34-33   |

### Risultati seconda fase
| andata | 1ª giornata               | ritorno |
| ------ | ------------------------- | ------- |
| 23-33  | Modena - Carpi            | 25-34   |
| 23-30  | Marconi Jumpers - Apuania | 29-30   |
| 34-35  | Firenze - Castenaso       | 26-34   |

| andata | 4ª giornata             | ritorno |
| ------ | ----------------------- | ------- |
| 25-23  | Castenaso - Apuania     | 32-35   |
| 23-37  | Marconi Jumpers - Carpi | 26-40   |
| 31-34  | Firenze - Modena        | 27-34   |

| andata | 2ª giornata                 | ritorno |
| ------ | --------------------------- | ------- |
| 30-15  | Castenaso - Marconi Jumpers | 34-26   |
| 41-24  | Carpi - Firenze             | 45-29   |
| 31-26  | Apuania - Modena            | 37-36   |

| andata | 5ª giornata              | ritorno |
| ------ | ------------------------ | ------- |
| 27-22  | Modena - Marconi Jumpers | 31-27   |
| 30-25  | Carpi - Castenaso        | 28-26   |
| 42-22  | Apuania - Firenze        | 31-37   |

| andata | 3ª giornata               | ritorno |
| ------ | ------------------------- | ------- |
| 32-29  | Carpi - Apuania           | 0-5     |
| 23-27  | Firenze - Marconi Jumpers | 25-22   |
| 22-23  | Modena - Castenaso        | 36-35   |

### Classifica
|  | Pos. | Squadra                   | Pt | G  | V  | N | P  | GF  | GS  | DR   |
|  | ---- | ------------------------- | -- | -- | -- | - | -- | --- | --- | ---- |
|  | 1.   | Carpi                     | 57 | 20 | 19 | 0 | 1  | 643 | 451 | +192 |
|  | 2.   | Farmigea                  | 45 | 20 | 15 | 0 | 5  | 583 | 508 | +75  |
|  | 3.   | Castenaso                 | 30 | 20 | 10 | 0 | 10 | 568 | 559 | +9   |
|  | 4.   | Modena                    | 30 | 20 | 10 | 0 | 10 | 581 | 597 | -16  |
|  | 5.   | Libertas La Torre Firenze | 12 | 20 | 4  | 0 | 16 | 548 | 673 | -125 |
|  | 6.   | Marconi Jumpers           | 6  | 20 | 2  | 0 | 18 | 476 | 611 | -135 |

Legenda:

      Promossa in Serie A1 2011-2012
      Retrocessa in Serie B 2011-2012

## Verdetti
- Carpi: promossa in Serie A1 2011-2012.
- Marconi Jumpers: retrocessa in Serie B 2011-2012.